# Mercado Central de Fortaleza
O Mercado Central de Fortaleza é um mercado especializado em produtos artesanais cearenses localizado na cidade de Fortaleza, Ceará, Brasil. É de propriedade da prefeitura municipal. Está localizado no Centro da cidade ao lado da Catedral de Fortaleza e da Fortaleza de Nossa Senhora da Assunção, e foi construído ao lado da margem esquerda do Riacho Pajeú, que corta a região.

## História

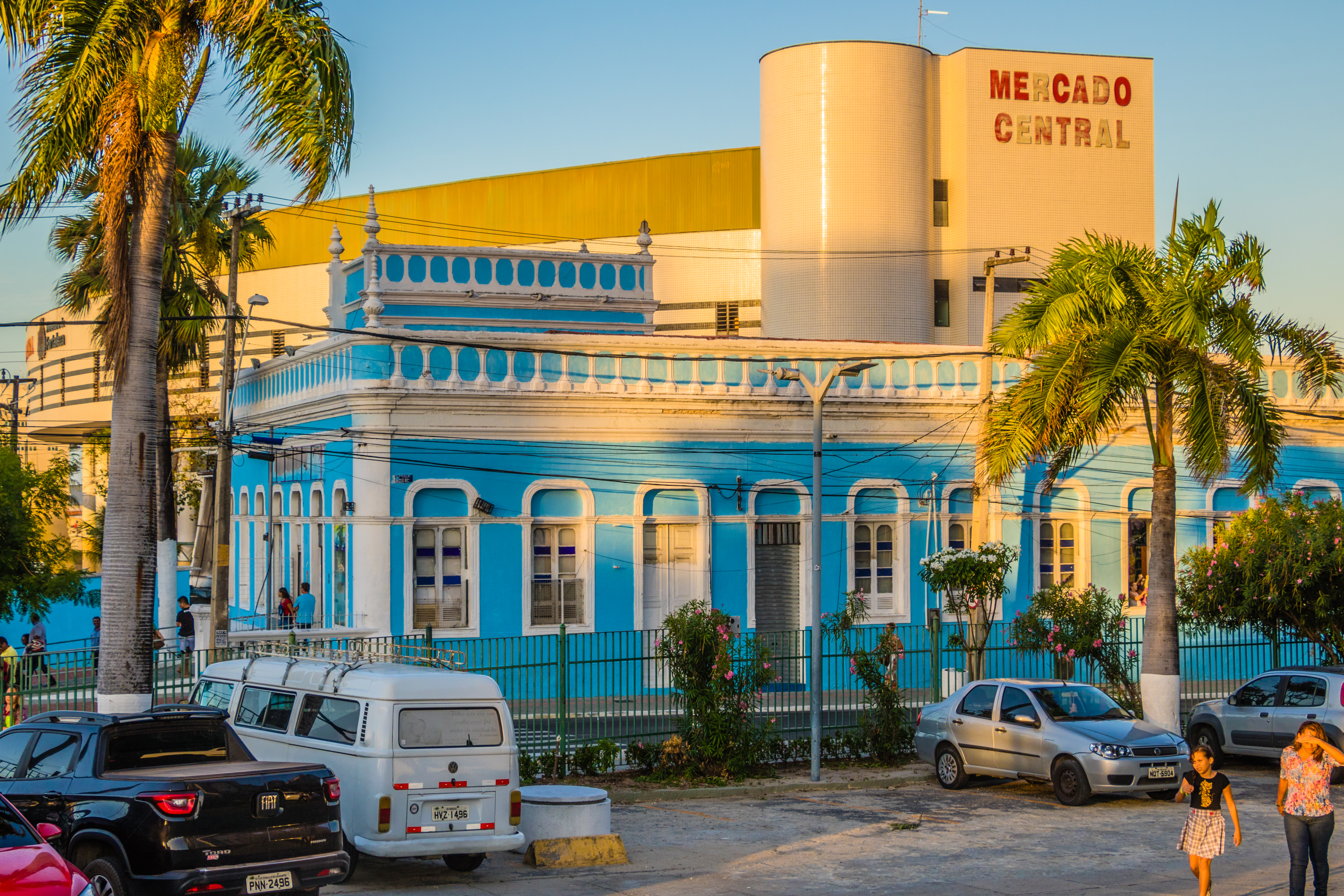
Imagem parcial da arquitetura externa.

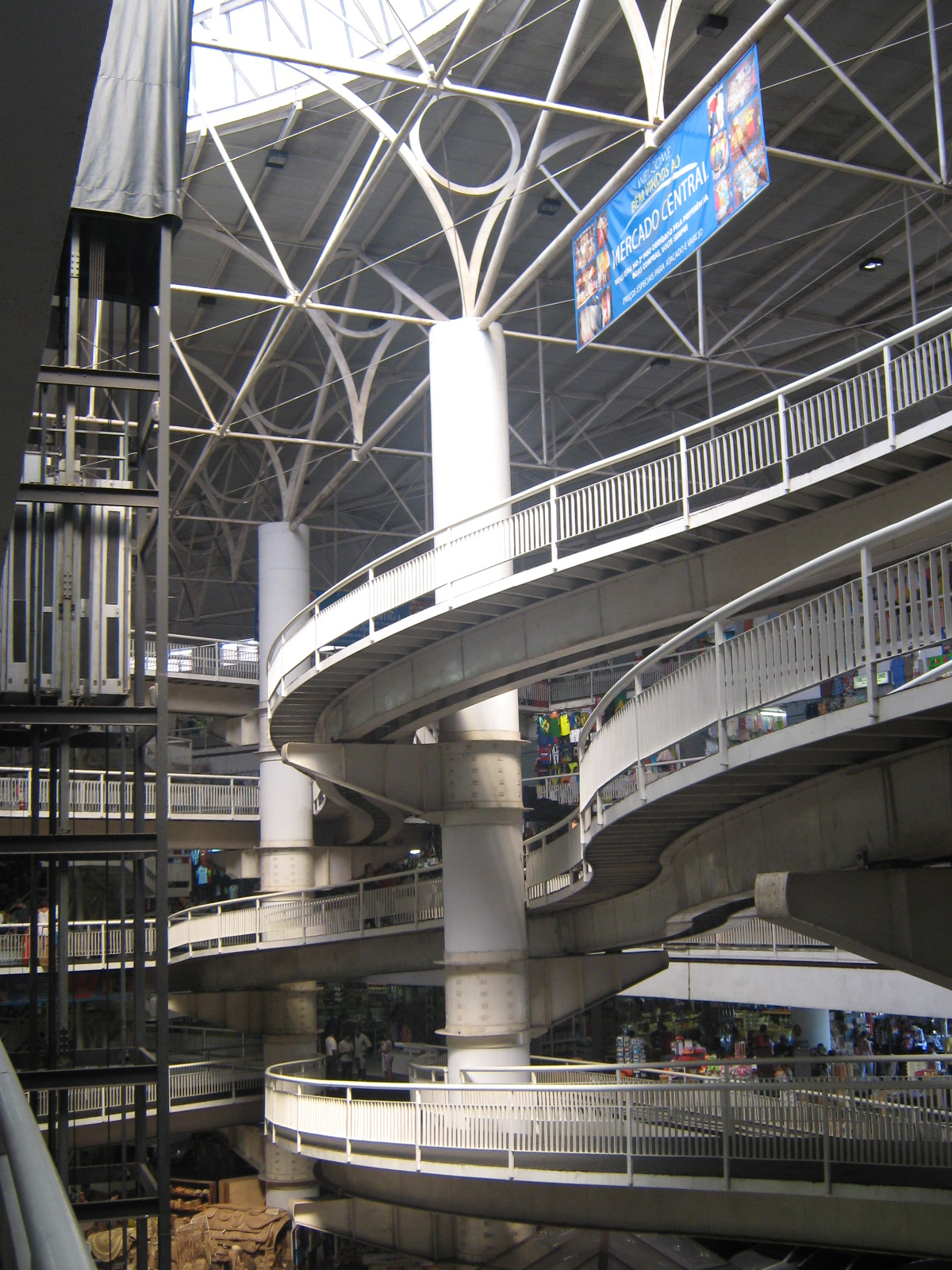
Interior da estrutura.

A história do Mercado Central começa em 1809, com a autorização da Câmara Municipal para a construção, em madeira, do mercado que a funcionou inicialmente para o comércio de carnes, frutas e verduras. Em 1814, as instalações foram demolidas e um novo prédio foi erguido com a denominação de Cozinha do Povo.
Já no século XX, em 1931, o comércio de carnes, frutas e verduras foi proibido dentro do prédio, e as instalações foram ocupadas por produtos utilitários e decorativos feitos artesanalmente, sobretudo vestimentas, artigos de cama e mesa, derivados do caju e bebidas e doces típicos.
Várias reformas foram realizadas. Em 1975, no entanto, o mercado foi totalmente renovado e reinaugurado, ocupando um espaço de 1.200 metros quadrados. O mercado vendia todo tipo de artesanato produzido no Ceará, em especial rendas de bilro, redes e cerâmicas. Nessa época, Fortaleza começou a se desenvolver enquanto importante destino de turismo no Brasil, e, a partir disso, o Mercado Central passou a figurar como atração cultural.
Depois de muitos anos sem reforma, já na década de 1990, as instalações estavam precárias e o prédio corria risco de incêndio. Nesse contexto de exigência de reformas e com o aumento da demanda pelos produtos do mercado, que já estava saturado, um novo espaço foi construído e sua administração foi passada, então, para a Associação dos Lojistas do Mercado Central (ALMEC), pela lei n.º 8073, de 21 de outubro de 1997. No dia 19 de janeiro de 1998, foi inaugurado o novo prédio do Mercado Central de Fortaleza, a funcionar na Avenida Alberto Nepomuceno. As instalações foram projetadas pelo arquiteto Luiz Fiúza.
O Novo Mercado Central abriga 553 boxes, distribuídos em 5 pavimentos, sendo um deles destinado a estacionamento, compreendendo área total de 9.690,75 metros quadrados de área construída. Hoje, são encontrados nas lojas artigos em couro (sandálias, sapatos, chapéus, bolsas e malas), rendas e bordados em roupas e em peças de cama, mesa e banho, rendas de bilro, camisetas, souvenires como mini-jangadas, bijuterias, jóias em ouro, artigos para decoração, dentre diversos outros itens.